# Граушпіц
Ґра́ушпіц (нім. Grauspitz) — найвища гора Ліхтенштейну, розташована на півдні комуни Трізен на кордоні з Швейцарією. Висота — 2599 м.
Подвійна вершина Ґраушпіц складається з Гінтер-Ґраушпіц (висотою 2574 м), ще називають Schwarzhorn, і Vordergrauspitz (висотою 2599 м). Ця гора належить до гірського масиву Ретікон.
Найлегший маршрут проходить над вершиною Гінтер-Ґраушпіц та хребтом 3-4 класу.